# Грдина Ярослав Іванович
Ярослав Іванович Ґрдіна (також Ґрдина) (2 лютого 1871, 18 грудня 1871 або 21 січня 1871 , Пльзень, Пльзень-місто  — 2 червня 1931 , Дніпро ) — чех за походженням, учений-механік та інженер, основоположник динаміки живих організмів .

## Біографія
Народився 21 січня 1871 року в чеському місті Пльзень. Син робітника пивоварні, який пізніше разом з усією родиною переїхав до Вільно, ставши там капельмейстером військового оркестру. Ярослав, закінчивши 1889 року Віленську гімназію, вступив на механічне відділення Петербурзького технологічного інституту. Після закінчення інституту (1894) працював інженером у Каунасі, а з 1897 року — викладачем механіко-технічного училища в Іваново-Вознесенську.
1899 року Ярослав Ґрдіна висловив бажання стати викладачем щойно створеного Катеринославського вищого гірничого училища (КВГУ; з 1912 р — Катеринославський гірничий інститут, з 1926 р — Дніпропетровський гірничий інститут) і був відряджений Міністерством народної освіти на рік до Німеччини для підготовки до професорської діяльності. 25 серпня 1900 року був зарахований викладачем КВГУ; з 13 травня 1901 року (після захисту в Петербурзькому гірничому інституті магістерської дисертації «Стійкість руху машини, керованої відцентровим регулятором») — екстраординарний, а з 15 червня 1902 року — ординарний професор кафедри прикладної механіки КВГУ; з 1922 р був завідувачем цієї кафедри. У 1920—1921 рр. був ректором Катеринославського гірничого інституту. У 1927—1928 роках — консультант з проєктування водопостачання Криворізького металургійного заводу.
У 1919—1931 роках за сумісництвом працював у Катеринославському (Дніпропетровському) університеті, очолюючи там кафедру теоретичної механіки. Після виділення в 1930 році металургійного факультету гірничого інституту в самостійний Дніпропетровський металургійний інститут працював ще — також за сумісництвом — і в ньому (професором кафедри основ машинобудування). Крім теоретичної механіки, Ярослав Ґрдіна читав і курси технічних дисциплін — таких, як деталі машин, термодинаміка, гідравліка, двигуни внутрішнього згоряння, парові машини, парові турбіни, газогенератори.
Помер 2 червня 1931 року в Дніпропетровську. Похований на Севастопольському кладовищі (могила не збереглася).

## Наукова діяльність
У коло наукових інтересів Ярослава Ґрдіни входили теорія відцентрових регуляторів, теорія стійкості, теоретична механіка. В математиці займався теорією випадкових помилок.

### Теорія автоматичного регулювання
У своїх роботах з теорії стійкості і теорії відцентрових регуляторів Ярослав Ґрдіна розвивав ідеї Івана Вишнеградського — основоположника теорії автоматичного регулювання . Розробляючи теорію відцентрових регуляторів, Ґрдіна склав диференціальні рівняння руху регулятора, проаналізував найвигідніший процес регулювання, з'ясував граничний розмах муфти регулятора, знайшов умови стійкості регулятора, досліджував зміну швидкості машини під час регулювання. Він також вивчав динамічну стійкість відцентрових регуляторів при безперервному регулюванні і встановив критерій стійкості ходу машини .

### Динаміка живих організмів
У серії робіт, опублікованих в 1910—1916 рр. (як в «Ізвестіях Катеринославського вищого гірничого училища», так і окремими книгами), — «Заходи відхилення в механіці» (1910), «Динаміка живих організмів» (1911), «Примітки до механіки живих організмів» (1912), «Нотатки з динаміки живих організмів» (1916) тощо — Ярослав Ґрдіна закладає основи динаміки живих організмів, вносячи тим самим вагомий внесок у становлення біомеханіки і біокібернетики . У них Ґрдіна продемонстрував, що рух живих організмів описується — крім характерних для звичайних механічних систем диференціальних рівнянь динаміки — ще й додатковими диференціальними рівняннями кінематичних «вольових зв'язків» (такі рівняння можуть мати будь-який порядок) .
Специфіку механіки живих організмів Ярослав Ґрдіна бачив в тому, що організм може управляти величиною внутрішніх сил (що відповідає взаємодій між окремими його частинами), змінюючи по своєму бажанню характер свого руху. Тим самим живий організм має волю волі, яку Ґрдіна характеризує за допомогою так званих «вольових зв'язків» і «вольових параметрів». В основу своїх досліджень динаміки живих механізмів Грдина поклав принцип найменшого примусу (зазначивши при цьому непридатність для динаміки живих організмів варіаційних принципів механіки). Застосовуючи апарат аналітичної механіки, він виводить рівняння динаміки живого організму в різних варіантах (в формі рівнянь Лагранжа першого і другого роду, рівнянь Аппеля, рівнянь Гамільтона); при цьому він розглядав як голономні, так і неголономні зв'язку. Ґрдіна обґрунтував також справедливість застосування до живих організмів загальних теорем динаміки і відповідних законів збереження.
Обговорюючи характер залежності «вольових зв'язків» від «вольових параметрів», Ґрдіна вказував, що від швидкостей зміни вольових параметрів можуть явно залежати лише прискорення точок живого організму, але не їх швидкості (в іншому випадку розривність «вольових швидкостей» викликала б розриви частин організму) .
Головною трудністю, що перешкоджає практичному застосуванню розробленої теорії, Ґрдіна відзначав той факт, що рівняння динаміки живих організмів містять «вольові параметри», значення яких апріорі невідомі. Передбачаючи майбутній розвиток робототехніки, Ґрдіна вказував, що в майбутньому стане можливим штучне створення живих організмів; тоді вольові параметри будуть задаватися заздалегідь, і рівняння Ґрдіна можна буде використовувати для визначення закону руху організму .
Розроблене Ярославом Ґрдіною поняття про «вольові зв'язки» збігається, по суті, з введеним 1921 року Анрі Бегеном поняттям сервозв'язків, яке з плином часу знайшло різноманітні застосування в теорії автоматичного керування, робототехніки, обчислювальної механіки. Сам Ґрдіна цілком усвідомлював можливості технічних додатків своєї теорії — зокрема, він відзначав, що людина, керуючи будь-яким транспортним засобом, може розглядатися як частина складної механічної системи, що включає саму людину і транспортний пристрій з двигуном і засобами управління; така система має принципову схожість з живим організмом.

## Публікації
- Грдина Я. И. . О некоторых типах регуляторов с двухгрузовым маятником // Вестник Об-ва технологов, 1899, № 4.
- Грдина Я. И. .  — Екатеринослав, 1905. — 80 с. Архівовано з джерела 4 березня 2016
- Грдина Я. И. . Меры движения. — Екатеринослав, 1907. — 58 с.[недоступне посилання]
- Грдина Я. И. .  Архівовано з джерела 4 березня 2016
- Грдина Я. И. . Ряды вероятных и средних ошибок // Изв. Екатеринослав. высш. горн. училища, 1909, вып. 1.[недоступне посилання]
- Грдина Я. И. . Меры отклонения в механике. — Екатеринослав, 1910. — 100 с.[недоступне посилання]
- Грдина Я. И. . Динамика живых организмов // Изв. Екатеринослав. высш. горн. училища, 1911, вып. 1.
- Грдина Я. И. . К динамике живых организмов // Изв. Екатеринослав. высш. горн. училища, 1912, вып. 1.
- Грдина Я. И. . Примечания к динамике живых организмов // Изв. Екатеринослав. высш. горн. училища, 1912, вып. 2.
- Грдина Я. И. . Заметки по динамике живых организмов. — Екатеринослав, 1916.